# Sindaci di Belmonte Mezzagno

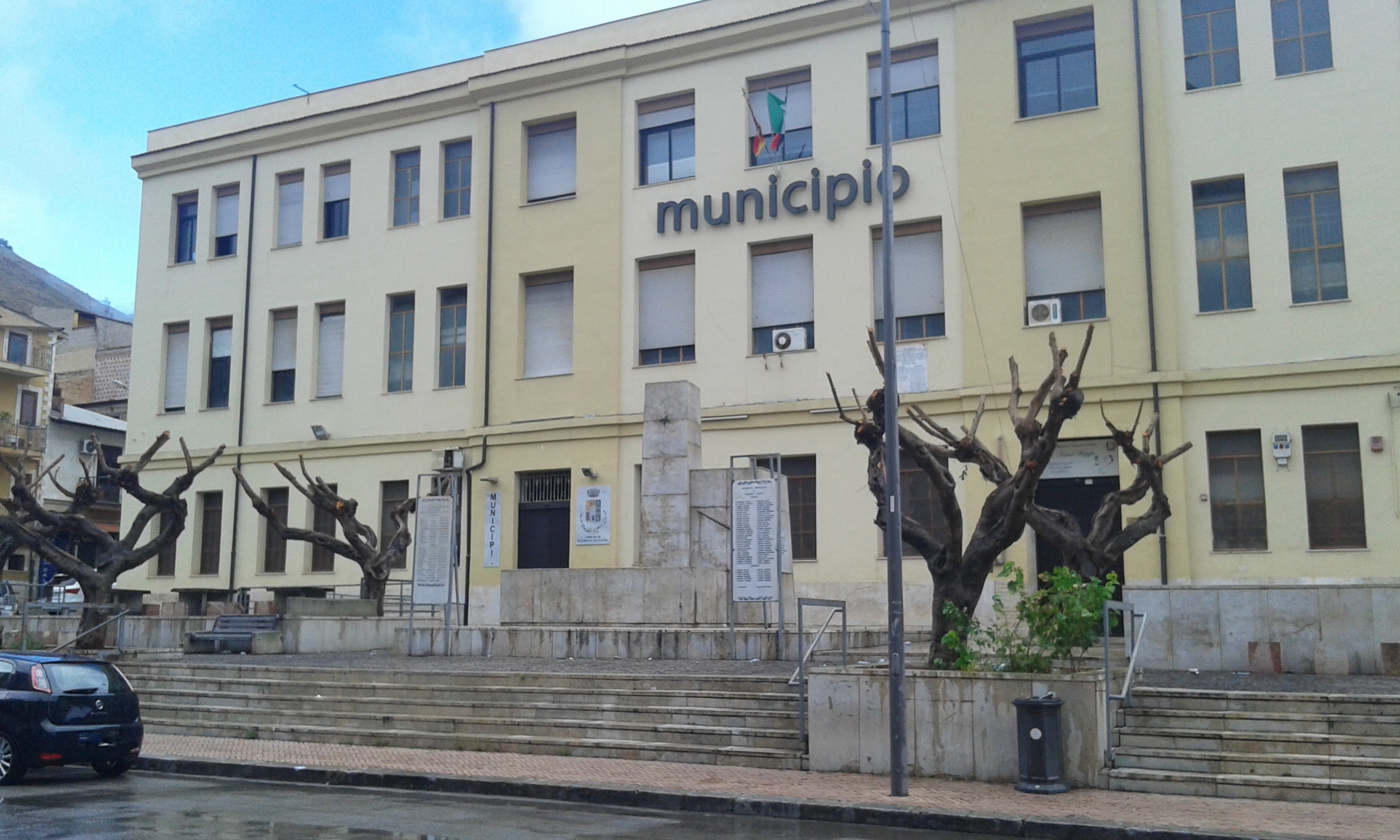
Palazzo comunale, un'ala dell'edificio è adibito come scuola elementare

Di seguito viene mostrata la cronotassi dei sindaci, podestà e commissari della città di Belmonte Mezzagno a partire dal 1875. Sul sito del Ministero dell'Interno sono disponibili alcuni dati delle elezioni amministrative di Belmonte Mezzagno. 
 Regno d'Italia Sindaci dal 1875 al 1945
| Periodo | Periodo | Primo cittadino          | Partito | Carica                       | Note |
| ------- | ------- | ------------------------ | ------- | ---------------------------- | ---- |
| ...     | ...     | ...                      | ...     | ...                          |      |
| 1875    | 1878    | Michele Patrisolo        |         | Regio Delegato Straordinario |      |
| 1879    | 1886    | Giuseppe Migliore        |         | Sindaco                      |      |
| 1887    | 1889    | Giovanni Migliore        |         | Sindaco                      |      |
| 1890    | 1891    | Salvatore Asciutto       |         | Sindaco                      |      |
| 1892    | 1899    | Giovanni Migliore        |         | Sindaco                      |      |
| 1900    | 1901    | Pietro Simoncini         |         | Regio Delegato               |      |
| 1901    | 1902    | Vincenzo Romano          |         | Sindaco                      |      |
| 1903    | 1905    | Salvatore Asciutto       |         | Sindaco                      |      |
| 1906    | 1907    | Giuseppe Pizzo           |         | Sindaco                      |      |
| 1907    | 1908    | Giuseppe Lepanto         |         | Sindaco                      |      |
| 1908    | 1910    | Francesco Guerrera       |         | Sindaco                      |      |
| 1910    | 1911    | Melchiorre Veniani       |         | Commissario                  |      |
| 1912    | 1914    | Giorgio Migliore         |         | Sindaco                      |      |
| 1915    | 1916    | Giuseppe Calderaro       |         | Sindaco                      |      |
| 1916    | 1918    | Luigi Montemarco         |         | Commissario                  |      |
| 1918    | 1920    | Notaio Roberto Andrea    |         | Sindaco                      |      |
| 1920    | 1922    | Antonino Italiano        |         | Sindaco                      |      |
| 1923    | 1924    | Francesco Aguglia        |         | Commissario                  |      |
| 1924    | 1931    | Giuseppe Asciutto        |         | Sindaco                      |      |
| 1932    | 1933    | Bernardo Lo Baido        |         | Podestà                      |      |
| 1934    | 1943    | Cavaliere Andrea Scafidi |         | Podestà                      |      |
| 1943    | 1943    | Sac. Gerlando Di Liberto |         | Sindaco                      |      |
| 1944    | 1944    | Avv. Alfredo Berna       |         | Sindaco                      |      |
| 1945    | 1945    | Giovanni Lepanto         |         | Sindaco                      |      |

 Repubblica Italiana Sindaci dal 1946 al 1993 
| Periodo            | Periodo     | Primo cittadino                 | Partito                     | Carica                    | Note  |
| ------------------ | ----------- | ------------------------------- | --------------------------- | ------------------------- | ----- |
| 1946               | 1948        | Salvatore Ciancimino            |                             | Sindaco                   |       |
| 1949               | 1951        | Ignazio Narzisi                 |                             | Sindaco                   |       |
| 1952               | 1956        | Andrea Scafidi                  |                             | Sindaco                   |       |
| 1956               | 1961        | Antonino Romano                 |                             | Sindaco                   |       |
| 1961               | 1962        | Pasquale Cimo                   |                             | Sindaco                   |       |
| 1965               |             | Pietro Porgi                    |                             | Sindaco                   |       |
| 1966               | 1967        | Filippo Santangelo              |                             | Sindaco                   |       |
| 1967               | 1968        | Simone Martorana                | Partito Comunista Italiano  | Sindaco                   |       |
| 1968               | 1969        | Antonino Romano                 | Democrazia Cristiana        | Sindaco                   |       |
| 1969               | 1970        | Filippo Santangelo              |                             | Sindaco                   |       |
| 1970               | 1975        | Giuseppe Bruno                  | Partito Socialista Italiano | Sindaco                   |       |
| 1975               | 1976        | Antonino Romano                 | Democrazia Cristiana        | Sindaco                   |       |
| 1977               |             | Giuseppe Bruno                  | Partito Socialista Italiano | Sindaco                   |       |
| 1978               |             | Salvatore Parisi                |                             | Sindaco                   |       |
| 1979               |             | Salvatore Migliore              |                             | Sindaco                   |       |
| 1980               |             | Giuseppe Di Liberto (geometra)  |                             | Sindaco                   |       |
| 1980               | 1982        | Giuseppe Di Liberto fu antonino |                             | Sindaco                   |       |
| 1983               |             | Giuseppe Grado                  |                             | Commissario straordinario |       |
| 1983 breve periodo |             | Salvatore La Rosa               |                             | Sindaco                   |       |
| 1983 breve periodo |             | Maurizio Milone                 |                             | Sindaco                   |       |
| 1983 breve periodo |             | Marcellino                      |                             | Commissario straordinario |       |
| 1983 breve periodo |             | Giuseppe Di Liberto             |                             | Sindaco                   |       |
| 1984               |             | Giovanni Pistoia                |                             | Sindaco                   |       |
| 1984               |             | Salvatore Ferraro               | Democrazia Cristiana        | Sindaco                   |       |
| Febbraio 1986      | 1987        | Saverio Barrale                 | Democrazia Cristiana        | Sindaco                   | [ 5 ] |
| Febbraio 1990      | Aprile 1993 | Giuseppe Di Liberto             | Democrazia Cristiana        | Sindaco                   | [ 6 ] |

Sindaci eletti direttamente dai cittadini dal 1993  
| Periodo          | Periodo        | Primo cittadino     | Partito                   | Carica                    | Note         |
| ---------------- | -------------- | ------------------- | ------------------------- | ------------------------- | ------------ |
| 20 giugno 1993   | Novembre 1997  | Maurizio Milone     | L'Ulivo                   | Sindaco                   | [ 5 ]        |
| 30 novembre 1997 | Novembre 2001  | Maurizio Milone     | L'Ulivo                   | Sindaco                   | [ 9 ]        |
| Agosto 2001      | 2001           | Salvatore Di Franco |                           | Commissario straordinario |              |
| 25 novembre 2001 | Maggio 2007    | Giovanni Salerno    |                           | Sindaco                   |              |
| 13 maggio 2007   | Agosto 2011    | Saverio Barrale     | Popolari di Italia Domani | Sindaco                   | [ 9 ]        |
| Settembre 2011   | Gennaio 2012   | Margherita Rizza    |                           | Commissario straordinario |              |
| Gennaio 2012     | 7 maggio 2012  | Antonio Garofolo    |                           | Commissario straordinario |              |
| 8 maggio 2012    | 11 giugno 2017 | Pietro Di Liberto   | Partito Democratico       | Sindaco                   | [ 5 ]        |
| 11 giugno 2017   | 12 giugno 2022 | Salvatore Pizzo     | Lista Civica              | Sindaco                   | [ 5 ]        |
| 12 giugno 2022   | in carica      | Maurizio Milone     | Partito Democratico       | Sindaco                   | [ 6 ] [ 10 ] |